# 대니얼 크레이그
대니얼 크레이그(영어: Daniel Craig, CMG, 1968년 3월 2일 ~ )는 영국의 배우 겸 영화 제작자이다. 2006년부터 6번째의 제임스 본드의 배역을 맡아, 현재까지 출연하고 있다.
크레이그는 국립 청소년 극단과 런던에 위치한 길드홀 음악연극학교에서 자신의 경력을 쌓기 시작하였다. 영화 《아서 왕궁의 소년》과 텔레비전 드라마 시리즈인 《조로》, 영화 《로드 투 퍼디션》, 《레이어 케이크》, 《툼 레이더》, 《뮌헨》등에 출연하며, 지명도를 높였다.
이후 이전 피어스 브로스넌이 연기한 제임스 본드의 6번째 배우로 선택되었고, 2006년 개봉한 영화 《카지노 로얄》은 지금까지의 시리즈에서 가장 높은 흥행수입을 기록하게 되었다. 2012년에는 23번째 제임스 본드 영화 《스카이폴》에도 출연하였다.
크레이그는 배우 레이철 바이스와 재혼을 하였다. 레이첼 와이즈와는 2001년 개봉한 2차대전 당시 스탈린그라드를 두고 소련과 독일의 자존심 걸린 공방전 중 주드로에게 저격당하는 독일군 대령역을 소화한 영화 에너미앳더게이트에서 소련여군으로 분한 레이첼와이즈와 함께 출연한 인연이 있었다.
첫 번째 아내 피오나 러던과의 사이에 딸 "엘라(Ella)"가 있다.
2012년 런던 올림픽 개막식에서 엘리자베스 2세 여왕과 함께 오프닝 영상에서 제임스 본드로 특별 게스트로 등장하기도 하였다.

## 어린 시절·연기 생활의 시작
크레이그는 잉글랜드 체셔주에 위치한 "웨스트 체셔 병원"에서 태어났다. 그의 어머니 캐럴 올리비아 크레이그(Carol Olivia Craig)는 미술 교사였고, 아버지 티머시 존 로턴 크레이그(Timothy John Wroughton Craig)는 선술집 주인으로, 전 직업 해군이었다. 그의 부모 중 한분은 웨일스 혈통이다.
크레이그는 위럴반도에서 성장하였고, 리버풀에 위치한 프로드셤의 초등학교를 다니다가 이후에는 호일레이크에 있는 홀리트리니티 초등학교를 다녔다.
크레이그는 그의 누나 리아(Lea)가 다니는 웨스트 커비 인근에 있는 힐버 고등학교 다니다, 이후에는 칼데이 그렌즈 그래머 학교를 졸업하였다. 또한 고등학교 재학시절 "호이레이크 RFC 럭비 유니온 클럽"에서 럭비 선수로도 활동하였다.
크레이그는 만6세의 나이에 교내 연극을 통해 연기를 시작했다. 그는 어머니와 함께 근처 리버풀 시내 중심가에 있는 애브리멘 극장에 소개되었다. 이후 16살이 되던 해에 그는 런던의 국립 청소년 극단에 들어가기 위해 거주지를 런던으로 옮겼다. 그는 콜린 매콜맥에게 3년 동안 사사를 하고, 길드홀 음악연극학교를 졸업하였다.

## 할리우드
극중 앤젤리나 졸리의 연인이자 라이벌로 출연한 영화 《툼레이더》 (2001년) 이후 세계 시장에 얼굴을 알린 크레이그는 할리우드에서 영화 《로드 투 퍼디션》(2001년), 《스워드 오브 오너》 (2001년), 《마더》(2003년), 《실비아》 (2003년)를 비롯하여 스티븐 스필버그 감독의 《뮌헨》(2005년), 《인퍼머스》, 《디파이언스》(2008년) 영화에 연이어 출연하였다.
2005년 10월 23일, 크레이그는 EON 프로덕션에서 제작하는 제임스 본드 영화의 6번째 주인공으로 발탁된다. 이후 본드를 연기했던 5명중 4명의 배우들은 크레이그에게 그의 캐스팅은 성공적이라고 찬사를 보내기도 하였다. 2006년에 개봉된 《카지노 로얄》은 총 $594,000,000의 수입을 올려 007 영화 중에서도 가장 큰 흥행을 거둔 영화가 되었다. 이 작품으로 영국 아카데미상(BAFTA) 남우주연상에 첫 지명되었다.

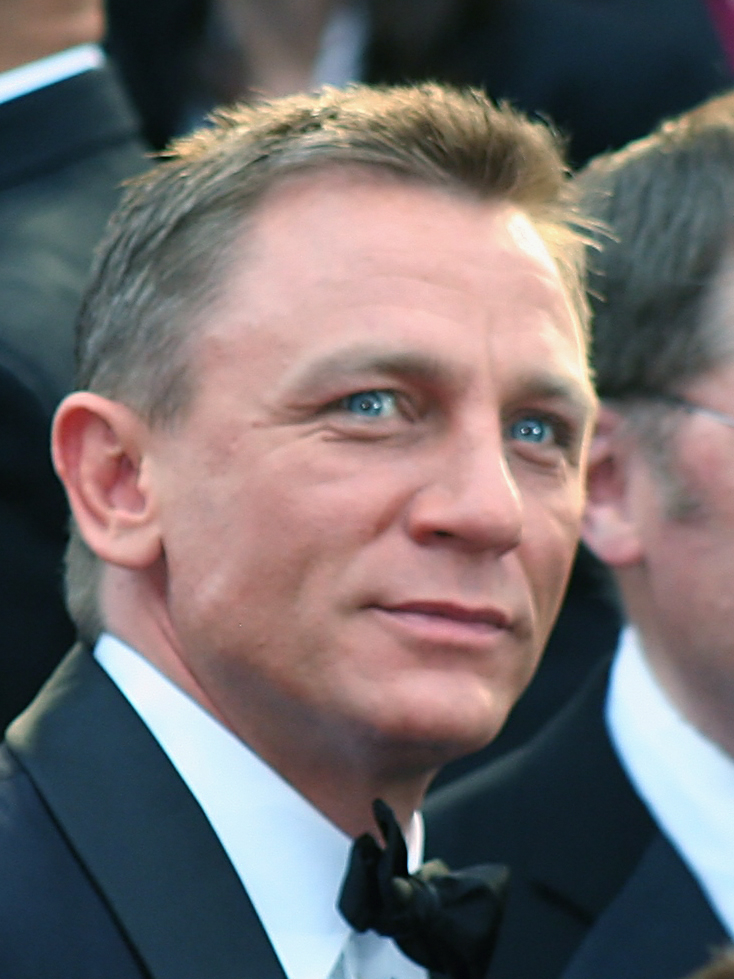
2009년 미국 아카데미 시상식에서 대니얼 크레이그

## 사생활
크레이그는 1992년 스코틀랜드 출신의 배우 피오나 러던과 결혼했지만 2년 만에 이혼을 하였다. 두 사람 사이에서 딸 엘라가 있다. 이혼 후 그는 독일의 배우 하이케 마카치와 7년간 연애를 하였고, 이후 2004년부터 6년간 영화 제작자인 미국계 일본인의 사쓰키 미셸과 교제하였다.
평소 취미로 비디오 게임을 즐겨하는 그는 콴텀 오브 솔레이스가 비디오 게임으로 출시되자 무척 좋아했다고 한다. 또한 2008년 10월에 4,000,000 파운드를 들여서 런던 레전트 파크 근처의 아파트를 구입하기도 했다.
2010년 영화 《드림 하우스》에 함께 출연하며, 연인 사이로 발전한 배우 레이철 바이스와 다음해 2011년 6월 22일 재혼을 하였다. 두 사람은 뉴욕주에서 크레이그의 딸 "엘라"와 바이스의 아들 "헨리" 등을 포함한 총 4명의 인원이 참석, 두 사람만의 소박한 결혼식을 올렸다고 언론을 통해 알려졌다.

## 작품 목록
| 년도 | 영화 제목 원제                                                          | 역할                     | 참고                                         |
| ---- | ----------------------------------------------------------------------- | ------------------------ | -------------------------------------------- |
| 1992 | 더 파워 오브 원 The Power of One                                        | 병장, 장군, 심판원 外    |                                              |
| 1993 | 비트윈 더 라이온스 Between the Lines                                    | 비밀 탐정가              | 2시즌 시리즈, 1부 (총 14부작)                |
| 1993 | 조로 Zorro                                                              | Lt. 히달고               | 텔레비전 드라마 ;2 에피소드                  |
| 1993 | 하트비트 Heartbeat                                                      | 피터 베그                |                                              |
| 1993 | 샤프의 이글 Sharpe's Eagle                                              | Lt. 베리                 | 텔레비전 드라마                              |
| 1995 | 아더 왕궁의 소년 Kid in King Arthur's Court                             | 주인 케인                |                                              |
| 1996 | 키스 앤 텔 Kiss And Tell                                                | 매트 키어니              | 텔레비전 영화                                |
| 1996 | 몰 플랜더스 The Fortunes and Misfortunes of Moll Flanders               | 제임스 "제미" 시그레이브 | 텔레비전 드라마                              |
| 1996 | 크리프트 스토리 - 데몬 나이트 Tales From the Crypt                      | 배리                     |                                              |
| 1996 | 북쪽의 우리 친구들 Our Friends in the North                             | 조지 "조르디" 피콕       | 텔레비전 드라마; 8 에피소드                  |
| 1997 | 아이스 하우스 The Ice House                                             | D.S. 앤디 맥러글린       | 텔레비전 미스테리/드라마 ;미네트 월터스 소설 |
| 1997 | 헝거 The Hunger                                                         |                          |                                              |
| 1997 | 오브세션 Obsession – Besessene Seelen                                   | 존 맥홀                  |                                              |
| 1998 | 사랑의 악마 Love Is the Devil: Study for a Portrait of Francis Bacon    | 조지 다이어              |                                              |
| 1998 | 엘리자베스 Elizabeth                                                    | 존 밸라드                |                                              |
| 1998 | 러브 앤 레이지 Love and Rage                                            | 제임스 린체혼            |                                              |
| 1999 | 참호 The Trench                                                         | Sgt. 텔포드 윈터         |                                              |
| 2000 | 사랑의 목소리 Some Voices                                               | 레이                     |                                              |
| 2000 | 호텔 스플렌디드 Hotel Splendide                                         | 로날드 블란체            |                                              |
| 2000 | 꿈꾸는 아프리카 I Dreamed of Africa                                     | 데클란 피엘딩            |                                              |
| 2001 | 툼 레이더 Lara Croft: Tomb Raider                                       | 알렉스 웨스트            |                                              |
| 2001 | 스워드 오브 오너 Sword of Honour                                        | 가이 크라우치백          |                                              |
| 2001 | 로드 투 퍼디션 Road to Perdition                                        | 코너 루니                |                                              |
| 2002 | 코펜하겐 Copenhagen                                                     | 베르너 하이젠베르크      | 텔레비전 드라마 ;연극 각색                   |
| 2003 | 실비아 Sylvia                                                           | 테드 휴게스              |                                              |
| 2003 | 마더 The Mother                                                         | 다렌                     |                                              |
| 2004 | 레이어 케이크 Layer Cake                                                | XXXX                     |                                              |
| 2004 | 사랑을 견뎌내기 Enduring Love                                           | 조                       |                                              |
| 2005 | 뮌헨 Munich                                                             | 스티브                   |                                              |
| 2005 | 아크엔젤 Archangel                                                      | 크리스토퍼 켈소          | 텔레비전 드라마                              |
| 2005 | 페이트리스 Fateless                                                     | 미국 군인                |                                              |
| 2005 | 더 재켓 The Jacket                                                      | 루디 맥켄지              |                                              |
| 2006 | 카지노 로얄 Casino Royale                                               | 제임스 본드              |                                              |
| 2006 | 르네상스 Renaissance                                                    | 바르텔레미 카라스        | 목소리 출연                                  |
| 2006 | 인퍼먼스 Infamous                                                       | 페리 스미스              |                                              |
| 2007 | 황금나침반 The Golden Compass                                           | 로드 애스리엘            |                                              |
| 2007 | 인베이젼 The Invasion                                                   | 벤 드리스콜              |                                              |
| 2008 | 다니엘 크레이그의 플래시백 Flashbacks of a Fool                         | 조 스콧                  | 제작, 프로듀서                               |
| 2008 | 퀀텀 오브 솔러스 Quantum of Solace                                      | 제임스 본드              |                                              |
| 2008 | 디파이언스 Defiance                                                     | 투비아 비에스키          |                                              |
| 2011 | 카우보이 앤 에일리언 Cowboys & Aliens                                   | 제이크 로너건            |                                              |
| 2011 | 드림 하우스 Dream House                                                 | 윌 애턴톤                |                                              |
| 2011 | 틴틴의 모험: 유니콘호의 비밀 The Adventures of Tintin                   | 레드 락햄                | 목소리 출연                                  |
| 2011 | 밀레니엄: 여자를 증오한 남자들 The Girl with the Dragon Tattoo          | 미카엘 블롬크비스트      |                                              |
| 2012 | 스카이폴 Skyfall                                                        | 제임스 본드              |                                              |
| 2015 | 007 스펙터 Spectre                                                      | 제임스 본드              |                                              |
| 2015 | 스타워즈: 깨어난 포스 Star Wars: The Force Awakens                      | 스톰트루퍼 JB-007        | 카메오                                       |
| 2017 | 로건 럭키 Logan Lucky                                                   | 조 뱅                    |                                              |
| 2017 | 킹스 Kings                                                              | 올리                     |                                              |
| 2019 | 나이브스 아웃 Knives Out                                                | 브누아 블랑              |                                              |
| 2021 | 007 노 타임 투 다이 No Time to Die                                      | 제임스 본드              |                                              |
| 2022 | 나이브스 아웃: 글래스 어니언 Glass Onion: A Knives Out Mystery          | 브누아 블랑              |                                              |
| 2024 | 퀴어 Queer                                                              | 리                       |                                              |
| 2025 | 나이브스 아웃: 웨이크 업 데드 맨 Wake Up Dead Man: A Knives Out Mystery | 브누아 블랑              |                                              |

## 수상 내역
- 1998년 에든버러 국제 영화 페스티벌 어워드 - 최우수 영국 배우상 ('사랑의 악마')
- 2000년 영국 독립 영화 어워드 - 남우주연상 ('사랑의 목소리')
- 2004년 런던 영화 비평가협회상 - 올해의 영국 배우상 ('사랑을 견뎌내기')
- 2006년 영국 엠파이어 남우주연상 ('카지노 로얄')
- 2006년 이브닝 스탠더드 영국 필름 어워드 - 남우주연상 ('카지노 로얄')
- 2006년 산 호르디 어워드 - 최우수 해외배우상 ('카지노 로얄')
- 2009년 독일 골든 카메라 최우수 인터내셔널 배우상
- 2013년 제18회 크리틱스초이스 액션영화 남우주연상 ('007 스카이폴')